# Piet Hut

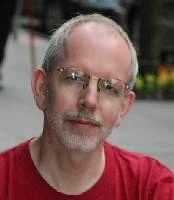
Piet Hut

Piet Hut (* 26. September 1952 in Utrecht) ein niederländischer Astrophysiker. Er ist Professor am Institute for Advanced Study (IAS).
Hut studierte an der Universität Utrecht (wo er bei Martinus Veltman Teilchenphysik studierte) mit dem Abschluss 1977 und wurde 1981 an der Universität Amsterdam bei Ed van den Heuvel promoviert, wo er ab 1978 am Astronomischen Institut tätig war. 1984 wurde er Assistant Professor an der University of California, Berkeley, und 1985 wurde er Professor am Institute for Advanced Study.
Er ist vor allem für numerische Simulationen in der Astrophysik bekannt, als einer der Entwickler des Barnes-Hut-Algorithmus (1986 mit Joshua Barnes), der die Simulation der gravitativen Wechselwirkung von Sternhaufen auf dem Computer erheblich beschleunigte und zum Beispiel die Simulation von Galaxienkollisionen ermöglichte.  Er ist an verschiedenen Supercomputer-Projekten für astrophysikalische Simulationen beteiligt, unter anderem dem GRAPE-Projekt an der Universität Tokio.
2002 gründete er mit Ed Lu, Rusty Schweickart und anderen die B612 Foundation, eine Vereinigung von Wissenschaftlern, die Maßnahmen zur Abwehr eines möglichen Einschlags von Asteroiden auf der Erde planen soll. Forschungen zum Einschlag des Asteroiden, der zum Aussterben der Dinosaurier an der Grenze Kreide-Tertiär beitrug, waren sein Einstieg in interdisziplinäre Forschung und andere interdisziplinäre Aktivitäten. Er ist Mitglied des Husserl-Kreises, war an Workshops von Wissenschaftlern mit dem Dalai Lama beteiligt und am World Economic Forum. Er ist an Entwicklungen zur Computervisualisierung und Virtuellen Realität in Lehre und Forschung beteiligt und arbeitet mit Informatikern, kognitiven Psychologen und Philosophen.
1985 bis 1987 war er Sloan Research Fellow.
2000 war er in ein Arbeitsgerichtsverfahren mit dem IAS verwickelt. Das IAS wollte ihm kündigen, da sein wissenschaftliches Arbeitsfeld nicht den Vorstellungen der Institutsleitung entsprach, die ihn ursprünglich als künftiger Nachfolger von John Bahcall in der Leitung der Astrophysik-Abteilung berufen hatte. Hut erhielt die Unterstützung von vielen prominenten Astrophysikern. Der Prozess endete mit einem außergerichtlichen Vergleich, Hut verließ die School of Natural Sciences und wurde Leiter eines neu gegründeten Programms für interdisziplinäre Studien.
Er hat die US-amerikanische Staatsbürgerschaft.
Seit 1996 ist er korrespondierendes Mitglied der Königlich Niederländischen Akademie der Wissenschaften. Im Jahr 2004 wurde der Asteroid (17031) Piethut nach ihm benannt.

## Schriften
- mit D. Heggie The Gravitational Million Body Problem: A Multidisciplinary Approach to Star Cluster Dynamics, Cambridge University Press 2003
- mit Gerald J. Sussman Advanced computing for Science, Scientific American 1987